# Болден, Чарльз Фрэнк
Чарльз Фрэнк Болден (англ. Charles Frank „Charlie" Bolden, Jr.; род. 19 августа 1946, Колумбия, штат Южная Каролина) — генерал-майор морской пехоты США (1998) в отставке, бывший астронавт США, глава НАСА с 2009 года по 20 января 2017 года.

## Биография
В 1968 году получил степень бакалавра электротехники в Академии военно-морского флота США, а в 1977 году в университете Южной Каролины — магистра в области менеджмента.
В 1968 году Болден поступил на службу в Корпус морской пехоты США, где прошёл обучение в качестве лётчика. В 1972—1973 годах участвовал в военных действиях во Вьетнаме. Совершил более 100 боевых вылетов на бомбардировщике A-6 «Интрудер». После возвращения в США два года работал с призывниками в Лос-Анджелесе. Затем три года служил на базе морской авиации Эль Торо (англ. El Toro) в Лэйк-Форесте (Калифорния). В 1979 году в Школе лётчиков-испытателей морской авиации (англ. US Naval Test Pilot School) в Пэтуксент Ривер (англ. Patuxent River) (Мэриленд) Болден получил звание лётчика-испытателя. Имеет более 6000 часов налёта.

### Астронавт

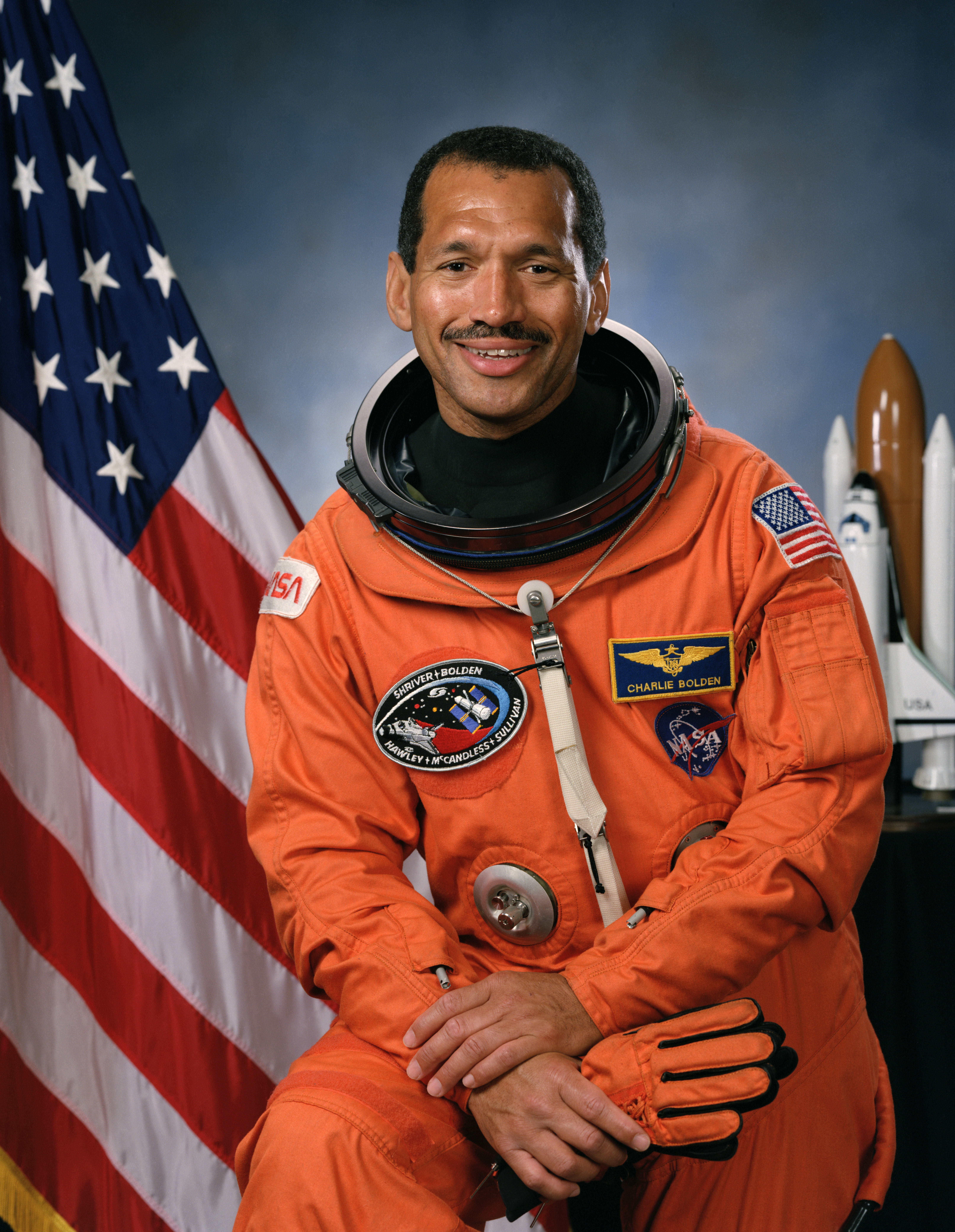
Чарльз Болден — астронавт

19 мая 1980 года выбран в качестве кандидата в астронавты и в августе 1981 года стал астронавтом.
Первый космический полёт совершил в качестве пилота шаттла «Колумбия» STS-61C. Главным заданием полёта было — вывод на орбиту коммуникационного спутника SATCOM Ku-1. Полёт проходил с 12 по 18 января 1986 года. Продолжительность полёта составила 6 суток 2 часа и 4 минуты.
Второй космический полёт Болден совершил в качестве пилота шаттла «Дискавери» STS-31. Главным заданием полёта было — вывод на орбиту космического телескопа Хаббл. Полёт проходил с 24 по 29 апреля 1990 года. Продолжительность полёта составила 5 суток 1 час и 16 минут.
Третий космический полёт Болден совершил в качестве командира шаттла «Атлантис» STS-45. Главным заданием полёта были — изучение атмосферы, солнечного и ультрафиолетового излучений и эксперименты в области физики плазмы. Полёт проходил с 24 марта по 2 апреля 1992 года. Продолжительность полёта составила 8 суток 22 часа и 10 минут.
Четвёртый космический полёт Болден совершил в качестве командира шаттла «Дискавери» STS-60. В состав экипажа американского космического корабля впервые входил российский космонавт — Сергей Крикалёв. Полёт проходил с 3 по 11 февраля 1994 года. Продолжительность полёта составила 8 суток 7 часов и 9 минут.
В общей сложности Чарльз Болден совершил четыре космических полёта, суммарная продолжительность которых составила 28 суток 8 часов и 39 минут.

### Экс-астронавт
Чарльз Болден покинул НАСА 27 июня 1994 года и вернулся на службу в морскую авиацию. В июле 1998 года ему присвоено звание генерал-майора. 9 августа 2004 года он уволился с военной службы. С 1 января 2003 года президент American Puretex Water Corporation.
23 мая 2009 года президент США Барак Обама выдвинул Чарльза Болдена на пост администратора НАСА. 15 июля 2009 года Сенат США утвердил Болдена в качестве главы НАСА. Первым заместителем Болдена стала Лори Гарвер (англ. Lori Garver), которая ранее была администратором по политике и планированию в НАСА, а во время президентской кампании Обамы она была его советником по космонавтике.
Супруга — Алексис. У них двое детей.
В 2021 году в честь астронавта назван астероид (97508) Болден.

## Награды и отличия
- Премия Ниренберга, SIO (2017).
- Почётный доктор Университета штата Огайо (2017[9])
- Орден Дружбы (9 апреля 2018 года, Россия) — за большой вклад в развитие сотрудничества в области космонавтики между Российской Федерацией и Соединёнными Штатами Америки[10]